# 荒川 (福井県)
荒川（あらかわ）は、福井県嶺北地方を流れる河川。九頭竜川水系足羽川の支流である。

## 地理
福井県吉田郡永平寺町の吉野ヶ岳を源を発し北流。福井市に入り南西に転じ、福井市勝見で足羽川に合流する。古くは吉野川と言ったが、大変荒れる川として荒川という名になったとされる。

## 治水
昭和20年頃、梅雨の時期になると足羽川の水量が増えて荒川に逆流し、あふれた水が堤防を越えて市街地に被害が及ぶことが多々あった。そのため、1910年（明治43年）に荒川と足羽川の合流点に水門が設置された。水門の完成により足羽川からの逆流は防ぐことができるようになったが、それでも水門周辺の家屋の浸水被害が絶えなかったため、昭和３９年～５０年度にポンプ場を設置して対応したが、その後区域内の市街地が進むと共に下水事業による総排水容が不足となり改修計画を検討、昭和５７年度より水門の改築、ポンプの増強を進め平成３年２月に完成の運びとなった。

## 流域の自治体
福井県
吉田郡永平寺町、福井市